# Microdosis (álbum)
Microdosis es el segundo álbum de estudio del cantante y rapero puertorriqueño Mora. Fue lanzado el 1 de abril de 2022 a través de Rimas Entertainment. El álbum cuenta con las colaboraciones de Jhay Cortez, Sech, Elena Rose, Zion y Feid
Entre sus canciones más destacadas se encuentran «La inocente», «Escalofríos», «Memorias», «badtrip:(»

## Sencillos
El álbum abarcó 4 sencillos que fueron diamond en el billboard 200. El primer sencillo, «Tus lágrimas» junto al cantante panameño Sech, fue lanzado el mismo día que el álbum, el 1 de abril de 2022. El segundo sencillo, «La inocente» junto al cantante colombiano Feid, fue lanzado el 19 de mayo de 2022. El tercer y último sencillo, «Memorias», junto al cantante puertorriqueño Jhay Cortez, fue lanzado el 16 de junio de 2022.

## Lista de canciones
| Lista de canciones de Microdosis |                                      |                                                                          |                                                                                     |          |  |
| N.º                              | Título                               | Escritor(es)                                                             | Productor(es)                                                                       | Duración |  |
| 1.                               | «bad trip :(»                        | Gabriel Armando Mora Quintero                                            | Cromo X • Machael • Elikai                                                          | 3:12     |  |
| 2.                               | «2010»                               | Gabriel Armando Mora Quintero                                            | Súbelo NEO • Noize                                                                  | 2:52     |  |
| 3.                               | «Memorias» (junto a Jhay Cortez)     | Gabriel Armando Mora Quintero • Jesús Manuel Nieves Cortés               | Mora • Hassi • Machael                                                              | 3:49     |  |
| 4.                               | «Robert de niro»                     | Gabriel Armando Mora Quintero                                            | Hassi                                                                               | 2:55     |  |
| 5.                               | «Pecado»                             | Gabriel Armando Mora Quintero                                            | Taiko                                                                               | 2:52     |  |
| 6.                               | «Lindor»                             | Gabriel Armando Mora Quintero                                            | Smash                                                                               | 2:25     |  |
| 7.                               | «Tus lágrimas» (junto a Sech)        | Carlos Isaías Morales Williams • Gabriel Armando Mora Quintero           | Machael • Kyoshi Reyes                                                              | 2:55     |  |
| 8.                               | «Escalofríos»                        | Gabriel Armando Mora Quintero                                            | Stuii • Fredvil • Machael                                                           | 2:19     |  |
| 9.                               | «Playa privada» (junto a Elena Rose) | Andrea Elena Mangiamarchi • Gabriel Armando Mora Quintero                | Fredvil • Machael                                                                   | 2:38     |  |
| 10.                              | «Lejos de ti»                        | Gabriel Armando Mora Quintero                                            | Machael • Fredvil                                                                   | 2:09     |  |
| 11.                              | «QSY»                                | Gabriel Armando Mora Quintero                                            | Foreign Teck • Chris Hojas • Elyas                                                  | 3:40     |  |
| 12.                              | «Tu amigo» (junto a Zion)            | Félix Ortiz Torres • Gabriel Armando Mora Quintero                       | Noize                                                                               | 2:54     |  |
| 13.                              | «Oro rosado»                         | Gabriel Armando Mora Quintero                                            | Cromo X • Machael                                                                   | 2:35     |  |
| 14.                              | «La inocente» (junto a Feid)         | Gabriel Armando Mora Quintero • Salomón Villada Hoyos                    | Súbelo NEO • Machael • Jahmar                                                       | 3:23     |  |
| 15.                              | «Ojos colorau»                       | Gabriel Armando Mora Quintero • Xabier Plaza García • Andoni Poza Prieto | Xabier Plaza García • Andoni Poza Prieto • Smash David • Machael • Fredvil • Elikai | 1:10     |  |
| 44:20                            |                                      |                                                                          |                                                                                     |          |  |